# Josef Kolísko
Josef Kolísko (29. února 1928 Brno – 26. října 1950 Modřice) byl český protikomunistický odbojář, který spáchal sebevraždu při pokusu o své zatčení.
Narodil se v roce 1928 v Brně. V dětství byl skautem, přičemž působil v oddílu v Jevíčku. Ve svém členství poté pokračoval i po druhé světové válce. Začal studovat medicínu, nicméně po komunistickém převratu byl ze studií kvůli nevhodným politickým názorům vyloučen. Poté z Československa uprchnul, načež začal spolupracovat se zpravodajskými službami z Velké Británie. Do vlasti se jako agent vrátil, když překročil státní hranici z Rakouska, a začal vykonávat zpravodajskou činnost. Asi dva týdny pobýval u odbojáře Leopolda Doležala. Byl však prozrazen a ve výrobně sudů v Modřicích obklíčen příslušníky Státní bezpečnosti. Po nastalé přestřelce spáchal v bezvýchodné situaci sebevraždu. Byl ještě převezen do nemocnice, v ní byla nicméně konstatována smrt.